# Caligus atromaculatus
Caligus atromaculatus är en kräftdjursart som beskrevs av C. B. Wilson 1913. Caligus atromaculatus ingår i släktet Caligus och familjen Caligidae. Inga underarter finns listade i Catalogue of Life.